# Carpinus tropicalis
Carpinus tropicalis là một loài thực vật có hoa trong họ Betulaceae. Loài này được (Donn.Sm.) Lundell mô tả khoa học đầu tiên năm 1939.